# Glenea aphrodite
Glenea aphrodite là một loài bọ cánh cứng trong họ Cerambycidae.